# Thomas C. Hanks
Thomas C. Hanks es un sismólogo estadounidense. En 1979 introdujo la escala sismológica de magnitud de momento en conjunto con el sismólogo japonés-estadounidense Hiroo Kanamori. Buscaban reemplazar la escala sismológica de Richter, ya que esta se satura cerca de magnitudes mayores a 5.5, a diferencia de la escala que ellos propusieron

## Biografía
Al momento de proponer la escala de magnitud de momento, Hanks era un estudiante graduado de Instituto de Tecnología de California y Hiroo Kanamori profesor de sismología en el California instituye of Technology. 
Actualmente trabaja para el Servicio Geológico de los Estados Unidos (USGS) en Menlo Park, California. También es miembro de la Sociedad Sismológica de América, la Unión Geofísica Americana, el Instituto de Investigación Ingenieril de terremotos, la Sociedad Geológica de América y muchas otras sociedades geológicas relacionadas. Ha autorizado docenas de documentos.